# Rotes Ordensband

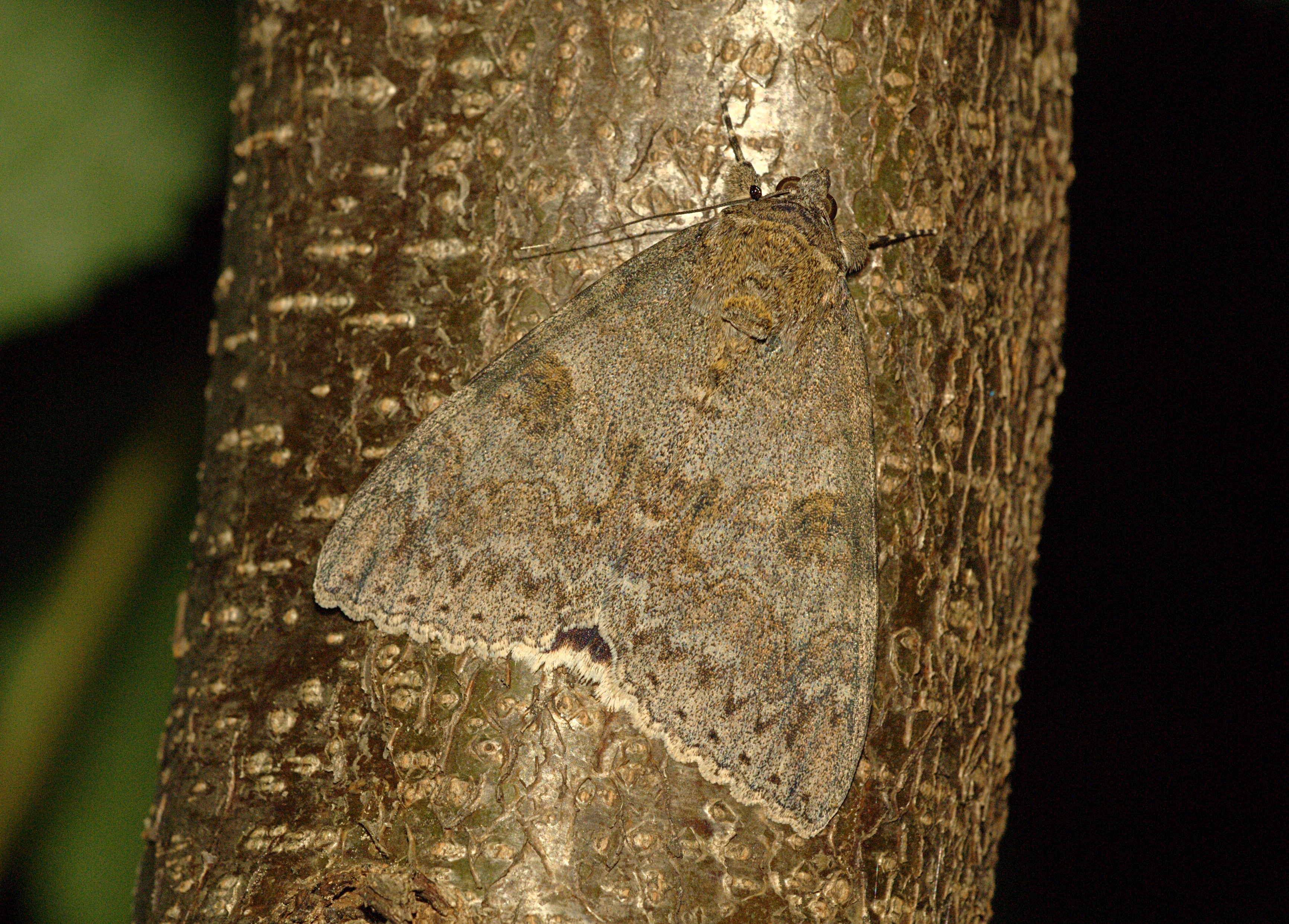
Rotes Ordensband in Ruhestellung

Das Rote Ordensband (Catocala nupta) ist ein Schmetterling (Nachtfalter) aus der Unterfamilie Catocalinae in der Familie der Eulenfalter (Erebidae). Es wurde von der Umweltstiftung BUND zum Schmetterling des Jahres 2015 gekürt.

## Merkmale
Die Falter erreichen eine Flügelspannweite von 71 bis 84 Millimeter. Damit ist diese Art größer als der Weidenkarmin (Catocala electa), aber kleiner als der sehr ähnliche Pappelkarmin (Catocala elocata). Die Vorderflügel sind grau mit gelblichen Einmischungen. Die Hinterflügel sind rot und weisen zwei breite, schwarze Bänder auf. Diese sind nur wenig gezackt und reichen bis zum Rand der Flügel. Selten treten auch verdunkelte Formen auf.

### Ähnliche Arten
- Weidenkarmin (Catocala electa (Vieweg, 1790))
- Pappelkarmin (Catocala elocata (Esper, 1787))
- Bruchweidenkarmin (Catocala pacta (Linnaeus, 1758))
- Kleines Eichenkarmin (Catocala promissa (Dennis & Schiffermüller, 1775))
- Großes Eichenkarmin (Catocala sponsa (Linnaeus, 1767))

## Geographische Verbreitung und Lebensraum
Man findet das Rote Ordensband an Gewässerufern mit Weiden- und Pappelgebüschen, aber auch in Auen- und Bruchwäldern sowie in Alleen und Parkanlagen. Allgemein findet man die Art an nicht allzu trockenen Stellen in den gemäßigten und warmen Zonen Europas, doch nicht im Norden. Auf der Nordseite der Alpen findet man die nachtaktiven Falter bis in 1.000 und auf der Südseite bis 1.600 Meter Höhe. Dieser Falter gehört zu den häufigsten europäischen Ordensbändern, auch wenn die Bestände in den letzten Jahrzehnten regional stark zurückgegangen sind.

## Lebensweise
Die Falter fliegen von Mitte Juli bis Anfang Oktober. Nachts fliegen sie Lichtquellen an, doch landen sie meist etwas abseits des Lichtes. Die Raupenzeit beginnt im Mai und endet im Juni. Die Überwinterung erfolgt als Ei. Die Raupen sind grau mit einer rötlichen Tönung. Die Verpuppung geschieht gut versteckt zwischen versponnenen Blättern. Die Raupen ernähren sich von den Blättern der verschiedenen Weiden- (Salix spec.) und Pappelarten (Populus spec.). Die Falter trinken mittels ihres Saugrüssels gelegentlich Baumsäfte und können – wie alle Ordensbandarten – leicht mit einem Köder angelockt werden.